# Against Wind and Tide: A Cuban Odyssey
Pour plus de détails, voir Fiche technique et Distribution.
Against Wind and Tide: A Cuban Odyssey est un film américain réalisé par Jim Burroughs, sorti en 1981. Il a été diffusé dans le cadre de l'émission WORLD de PBS.

## Synopsis
Ce documentaire s'intéresse à l'exode de Mariel.

## Fiche technique
- Titre : Against Wind and Tide: A Cuban Odyssey
- Réalisation : Jim Burroughs
- Scénario : John Brousek, Jim Burroughs et David Fanning
- Narration : Jim Burroughs
- Photographie :
- Montage : Suzanne Bauman et Paul Neshamkin
- Production : Susanne Bauman, Jim Burroughs et Paul Neshamkin
- Société de production : Seven League Productions
- Société de distribution : Filmmakers Library (États-Unis)
- Pays :  États-Unis
- Genre : Documentaire
- Durée : 60 minutes
- Dates de sortie : 
  -  États-Unis : décembre 1981

## Distinctions
Le film a été nommé à l'Oscar du meilleur film documentaire.